# Astrid Hopfensitz
Astrid Hopfensitz est une enseignante-chercheuse en économie née le 1er août 1975. 
En appliquant les préceptes de la psychologie aux sciences économiques, elle étudie les conséquences économiques des comportements humains. Titulaire d'une thèse d’économie expérimentale de l’université d’Amsterdam, elle a rejoint la Toulouse School of Economics (TSE) comme maître de conférences en 2007.

## Biographie
Astrid Hopfensitz est de nationalité allemande. Elle étudie les mathématiques appliquées (Wirtschaftsmathematik) à l'Université d'Ulm en Allemagne de 1994 à 1998, puis l'économie à l'Université Amherst du Massachussets de 1998 à 2000.
Elle réalise en 2001 un mémoire à l'Université d'Ulm sur les comportements altruistes et leur simulation par ordinateur.
De 2002 à 2006 elle fait une thèse de doctorat au Center of Research in Experimental Economics and Political Decision making (CREED) de l'Université d'Amsterdam, aux Pays-Bas, sur le rôle des émotions dans la réciprocité et la prise de risque dans les comportements économiques,.
Elle rejoint Toulouse School of Economics (TSE, à Toulouse, France) en septembre 2007 comme maître de conférences. Ses recherches ont pour objet de déterminer le rôle des émotions dans la prise de décision des agents économiques. Situées à la croisée entre économie, psychologie et biologie, ses travaux s’appuient sur des expériences en laboratoire pour tester la manière dont les sentiments de colère ou de culpabilité peuvent affecter la coopération entre les agents économiques, et pour déterminer comment les relations sociales entre individus facilitent la coopération. Depuis 2012 elle dirige le programme psychologie de l’Institute for Advanced Study in Toulouse (IAST). 
En 2015, elle est nommée vice-présidente de l'Association Française d'Économie Expérimentale, puis présidente en 2017. Elle est membre de l'Institut Universitaire de France depuis 2017. Astrid Hopfensitz parle quatre langues (allemand, anglais, français et néerlandais).

## Prix et distinctions
- 2017, Médaille de Bronze du CNRS[5].